# پیتو (بازیکن فوتبال)
پیتو (انگلیسی: Pitu؛ زادهٔ ۲۴ نوامبر ۱۹۸۳) بازیکن فوتبال اهل اسپانیا است.
از باشگاه‌هایی که در آن بازی کرده‌است می‌توان به باشگاه فوتبال بارسلونا سی، باشگاه فوتبال پون سیتی، باشگاه فوتبال رئال بتیس، باشگاه فوتبال ژیرونا، باشگاه فوتبال لاس پالماس، باشگاه فوتبال بارسلونا بی، باشگاه فوتبال دپورتیوو لاکرونیا، باشگاه فوتبال نووارا، و باشگاه فوتبال بارسلونا اشاره کرد.